# Ehyophsta
Ehyophsta oder E’hyoph’sta auch bekannt als Yellow Haired Woman oder Yellow-head Woman (* um 1826; † August 1915 im Northern Cheyenne-Indianerreservat, Tongue River) war eine Cheyenne, die als Kriegerin an der Schlacht um Beecher Island und an mehreren Kämpfen gegen Shoshonen teilgenommen hat.

## Leben
Ehyophsta war die Tochter von Stands in the Timber († 1849) und Nichte von Bald Face Bull. Ihr Ehemann Walking Bear starb 1867 bei einem Unfall mit seiner eigenen Waffe. Sie hatte mindestens eine Tochter.
Frauen, die mit ihren Männern in den Krieg zogen, bildeten eine eigene Gemeinschaft. Sie hielten Treffen ab, an denen kein anderer teilnehmen durfte. Es handelte sich aber nur um eine kleine Anzahl Frauen, die in den Krieg zogen und kämpften. Ehyophsta war eine der letzten Kriegerinnen ihres Stammes. Sie kämpfte in mehreren Schlachten, dabei war sie gekleidet und bewaffnet wie die Männer und genauso wie sie kämpfte Ehyophsta auch.

### Kampf um Beecher Island
Im Westen des Kansas-Territoriums kam es in den 1860er Jahren im Zuge der Indianerkriege immer wieder zu Überfallen von Arapaho, Cheyenne und Sioux auf Siedler und den Postkutschenverkehr. Colonel George A. Forsyth vom 9. US Kavallerie-Regiment wurde von General Philip Sheridan im August 1868 zu einer Strafexpedition gegen die Indianer beauftragt. George Forsyth kommandierte etwa 50 Söldner. Sie folgten einer Spur von Cheyenne.
Am 17. September 1868 kam es zum Kampf an einer ca. 30 Meter langen Sandbank, die später Beecher Island genannt wurde. Die Kämpfe dauerten bis zum 26. September an. Die Zahl der getöteten Indianer schwankt zwischen 30 und 75, Woqini war einer von ihnen.
Es war das erste Mal, dass Ehyophsta an einem Kampf teilnahm. Während der Schlacht ritt sie viermal auf einem Pferd ins Kampfgeschehen und sie spähte auch die Gegner aus. Ihre Kleidung wurde von mehreren Kugeln durchlöchert, sie selbst aber nicht verletzt. Obwohl sie im Kampf keinen Gegner tötete, war aber danach trotzdem als Kriegerin anerkannt.

### Kämpfe gegen die Shoshonen
1868 kam es zu einem Kampf am Fuß der Bighorn Mountains in Montana. Mehrere Stämme trafen sich im Herbst zu den jährlichen Bisonjagden. Während die Cheyenne und die Shoshonen auf Raubzug waren, trafen sie aufeinander und ein Scharmützel brach aus. Nach einem kurzen Angriff jagten die Cheyenne ihre Gegner und setzten sie in einer Schlucht fest.
Zuvor hatten Shoshonen Pferde der Cheyenne gestohlen. Die Shoshonen nahmen an, dass die Cheyenne nun nicht mehr weit kämen und wollten sie überfallen. Ein Shoshone ritt ans Camp der Cheyenne und rief, dass sie gekommen seien, um die Frauen und Kinder mitzunehmen. Ein Mitglied der Cheyenne konnte die Sprache der Shoshonen und erklärte, dass sie erst alle Männer töten müssten, bevor sie die Frauen und Kinder mitnehmen könnten.
Schließlich kam es zum Kampf. Am ersten Tag wurden 50 Shoshonen getötet, am zweiten sechs, am dritten 2 und am vierten 4. Am Nachmittag kämpfte ein Cheyenne namens Wolf Ear mit einem Shoshonen. Ehyophsta ritt zu ihnen, sprang vom Pferd und stach zwei Mal auf den Shoshonen ein, während die beiden Männer miteinander rangen. Nach dem Kampf suchten die Cheyenne nach versteckten Gegnern. Sie fanden einen jungen Mann, der sich in einem Loch versteckt hatte und zogen ihn heraus. Nachdem ein Cheyenne vorgeschlagen hatte, ihn zu befragen, meinte Ehyophsta, sie könne das übernehmen, wenn die anderen beiseitetreten würden. In einer anderen Darstellung war es ein Shoshonen-Krieger, der von Mitgliedern der Dog Warrior Society befragt wurde, wonach sie zu ihm ging, um ihn zu vernehmen. Ehyophsta hob seinen Arm hoch, stach ihm mit dem Messer zweimal in die Achselhöhle und nahm sich die Hälfte von seinem Skalp. Für diese Aktion und zwei weitere Taten, die nicht überliefert sind, wurde Ehyophsta in die Dog Warrior Society aufgenommen, der auch ihr Mann angehört hatte.
Am dritten Tag kamen zwei Shoshonen zum Kampfplatz zurück und wurden ebenfalls von den Cheyenne getötet. Am vierten Morgen verließen Ehyophsta und ihre Tochter das Camp und schauten sich in der Nähe um. Sie fanden eine Fährte, der sie folgten. Sie stießen auf drei Shoshonen, die ihre Kleider trockneten. Die Männer unter den Cheyenne töten diese drei Gegner.
Der Ethnologe George Bird Grinnell interviewte Ehyophsta zweimal, 1908 und 1912. Er schrieb im Jahr 1915 das Buch The fighting Cheyennes und 1923 The Cheyenne Indians.

## Moderne Rezeption
Judy Chicago widmete Ehyophsta eine Inschrift auf den dreieckigen Bodenfliesen des Heritage Floor ihrer Installation The Dinner Party. Die mit dem Namen Ehyophsta beschrifteten Porzellanfliesen sind dem Platz mit dem Gedeck für Sacajawea zugeordnet.